# Is-Selongey Football
Is-Selongey Football là một đội bóng đá Pháp được thành lập vào năm 1920 với tên gọi US Selongey, sau đó trở thành Câu lạc bộ thể thao de Selongey vào năm 1931. SC Selongey sáp nhập với Réveil Is-sur-Tille Football vào tháng 6 năm 2018, lấy tên bóng đá hiện tại là Is-Selongey. Đội có trụ sở tại Selongey, Bourgogne, Pháp.